# Ревешел
Ревешел (рум. Răvășel) — село у повіті Сібіу в Румунії. Входить до складу комуни Міхейлень.
Село розташоване на відстані 220 км на північний захід від Бухареста, 30 км на північний схід від Сібіу, 103 км на південний схід від Клуж-Напоки, 103 км на північний захід від Брашова.

## Населення
За даними перепису населення 2002 року у селі проживали 155 осіб.
Національний склад населення села:
| Національність | Кількість осіб | Відсоток |
| -------------- | -------------- | -------- |
| румуни         | 117            | 75,5%    |
| цигани         | 29             | 18,7%    |
| німці          | 7              | 4,5%     |

Рідною мовою назвали:
| Мова      | Кількість осіб | Відсоток |
| --------- | -------------- | -------- |
| румунська | 146            | 94,2%    |
| німецька  | 7              | 4,5%     |